# 友誼關口岸
友谊关口岸，是中越边境的一个陆路口岸，其对应的越方口岸为友谊口岸，其位于中华人民共和国广西壮族自治区凭祥市西南端，是中国通往越南及东盟各国最大的陆路口岸。口岸于1951年开通，1979年一度关闭，1992年4月经中华人民共和国国务院批准恢复对外开放，被设立为国家1类边境陆路口岸。